# Quasi-moment
En physique du solide, et notamment des matériaux conducteurs, on appelle quasi-moment la quantité de mouvement {\displaystyle {\vec {p}}} associée au vecteur d'onde {\displaystyle {\vec {k}}} des électrons dans le réseau réciproque d'un réseau cristallin par la formule :
{\displaystyle {\vec {p}}=\hbar {\vec {k}}}
où {\displaystyle \hbar } est la constante de Planck réduite. À l'instar de la quantité de mouvement de la mécanique, le quasi-moment est généralement conservé lors des interactions entre particules dans le réseau cristallin, ce qui en fait un outil important pour la modélisation des phénomènes physiques qui s'y déroulent.

## Implications physiques

Représentation unidimensionnelle d'un paquet d'ondes et sa dispersion, conduisant à une vitesse de groupe différente de la vitesse de phase. Des électrons seraient représentés par des paquets d'onde complexes tridimensionnelles.

La modulation de phase de l'onde de Bloch {\displaystyle \psi _{n}({\mathbf {x} })=e^{i{\mathbf {k} {\mathbf {\cdot x} }}}u_{n{\mathbf {k} }}({\mathbf {x} })} est la même que celle d'une particule libre de quasi-moment {\displaystyle \hbar k}, c'est-à-dire que le vecteur {\displaystyle {\vec {k}}} donne la périodicité d'états, qui n'est pas la même que celle du réseau cristallin. Cette modulation contribue à l'énergie cinétique de la particule. Dans les régions du cristal où les bandes sont à peu près paraboliques, le quasi-moment est égal à la quantité de mouvement d'une particule libre {\displaystyle \hbar k} si la masse effective de cette particule est en rapport avec la courbure de la parabole. 
En raison du principe d'incertitude, l'électron d'un cristal ne peut avoir à la fois un vecteur d'onde et une position, tous deux définis précisément; il peut cependant former un paquet d'ondes centré sur la quantité de mouvement {\displaystyle \hbar {\vec {k}}} et sur une certaine position, ces deux grandeurs n'étant pas connues avec certitude. Le centre du paquet d'ondes se propage avec une vitesse de groupe donnée par :
{\displaystyle {\mathbf {v} }_{n}({\mathbf {k} })={\frac {1}{\hbar }}\nabla _{\mathbf {k} }E_{n}({\mathbf {k} }).}
Dans un cristal imparfait, les électrons se déplacent ainsi pendant un temps assez court avant de subir une interaction qui les fait changer aléatoirement de direction et de vitesse. Ce phénomène de diffusion des électrons (en) est principalement dû aux défauts cristallins, aux surfaces du cristal, ainsi qu'aux phonons qui parcourent le cristal.